# Exacum loheri
Exacum loheri är en gentianaväxtart som först beskrevs av Hiroshi Hara, och fick sitt nu gällande namn av Klack.. Exacum loheri ingår i släktet Exacum och familjen gentianaväxter. Inga underarter finns listade i Catalogue of Life.